# IAR-14 (航空機)
IAR-14
- 用途：戦闘機
- 分類：戦闘機、練習機
- 設計者： IAR社
- 製造者： IAR社
- 運用者： ルーマニア空軍
- 初飛行：1933年
- 生産開始：1933年
- 運用開始：1933年
- 運用状況：退役

IAR-14(ルーマニア語:IAR-14パイスプレゼチェ)は、ルーマニア初の国産戦闘機。

## 概要
IAR-14は、低翼単葉の訓練戦闘機で、1930年代にIAR(Industria Aeronautică Româna)で開発された。原型機となったIAR-12をもとに、機体設計は1933年に仕上げられた。機体は、後部は木製、前部はジュラルミン製の混合構造となっていた。エンジンにはIAR-12同様ロレーヌ・ディートリヒ 12(Lorraine-Dietrich 12)が採用され、このエンジンはIARでライセンス生産された。武装は、機首に2 門のヴィッカース製7.7 mm機銃を搭載した。初飛行は1933年6月に実施され、9月にはルーマニア航空隊から20機の発注を受けた。生産は、第二次世界大戦開戦直前の1939年まで続けられ、戦中は練習機として使用された。

## スペック
- 翼幅：11.7 m
- 全長：7.32 m
- 全高：2.5 m
- 空虚重量：1150 kg
- 離陸重量：1540 kg
- 発動機：ロレーヌ・ディートリヒ 12 ×1
- 出力：450 馬力
- 最高速度：294 km/h
- 航続距離：600 km
- 飛行上限高度：7500 m
- 乗員：1 名
- 武装：ヴィッカース製 7.7 mm機銃 ×2